# ديكسي هويل (لاعب كرة قاعدة)
ديكسي هويل (بالإنجليزية: Dixie Howell)‏ هو لاعب كرة قاعدة أمريكي، ولد في 24 أبريل 1920 في لويفيل في الولايات المتحدة، وتوفي في 5 أكتوبر 1990 في بينغامتون في الولايات المتحدة.

## وصلات خارجية
- ديكسي هويل على موقعبيزبول رفرنس.كوم (الدوري الرئيسي) (الإنجليزية)
- ديكسي هويل على موقعبيزبول رفرنس.كوم (الدوري الثانوي) (الإنجليزية)